# 烏利維沃克
50°33′7″N 24°17′28″E / 50.55194°N 24.29111°E
烏利維沃克（烏克蘭語：Ульвівок），是烏克蘭西部的村莊，隸屬利維夫州的舍普季茨基區。該村面積1.61平方公里，2001年人口554，人口密度每平方公里344.53人。